# Hypogastrura mongolica
Hypogastrura mongolica är en urinsektsart som först beskrevs av Josef Nosek 1976.  Hypogastrura mongolica ingår i släktet Hypogastrura och familjen Hypogastruridae. Inga underarter finns listade i Catalogue of Life.